# Wladyslaw von Rozycki
Wladyslaw von Rozycki (polnisch: Władysław Różycki; * 12. August 1833 in Sosino; † 10. August 1915) war Rittergutsbesitzer und Mitglied des Deutschen Reichstags.

## Leben
Von Rozycki besuchte das Gymnasium in Kulm. Seit 1850 widmete er sich der Landwirtschaft und übernahm 1855 das väterliche Rittergut Zajaczkowo im Landkreis Löbau. 1861 erwarb er das Rittergut Wlewsk im Kreis Strasburg und verlegte nach dort seinen Wohnsitz.
Von 1890 bis 1898 war er Mitglied des Deutschen Reichstags für den Reichstagswahlkreis Regierungsbezirk Marienwerder 3 (Graudenz, Strasburg, Westpr.) und die Polnische Fraktion.